# Ei-ichi Negishi
Ei-ichi Negishi (japansk: 根岸栄一, Negishi Ei'ichi, født 14. juli 1935 i Changchun i det daværende japanske Manchuriet (den nuværende provins Jilin i Kina, død 6. juni 2021) var en japansk kemiker og nobelprismodtager, der virkede ved Purdue University i USA. Han blev tildelt Nobelprisen i kemi sammen med Richard F. Heck og Akira Suzuki i 2010 for "palladiumkatalyserede krydskoblinger i organisk syntese".
Negishi har givet navn til den såkaldte Negishikobling.